# 教育における差別を禁止する条約
教育における差別を禁止する条約（きょういくにおけるさべつをきんしするじょうやく、英語: Convention Against Discrimination in Education、仏語: Convention concernant la lutte contre la discrimination dans le domaine de l'enseignement）は、国際連合教育科学文化機関（ユネスコ）が、1960年12月14日にパリでの第11回会期で採択した条約である。教育差別禁止条約、または教育における差別待遇の防止に関する条約とも。
本条約は、教育機関におけるあらゆる差別の禁止と、世界人権宣言を踏まえた少数民族を含む全ての人の教育権について規定している。
2024年4月現在、世界で110の国と地域が批准しているが、日本は批准していない。
本条約は、あらゆる形態の人種差別の撤廃に関する国際条約（人種差別撤廃条約）と全ての移住労働者及びその家族の権利の保護に関する国際条約（移住労働者等権利保護条約）の前文にも引用されている。

## 条約の概要
本条約は19条より成る。
第1条で『差別』の定義として、「人種、皮膚の色、性、言語、宗教、政治的意見その他の意見、国民的もしくは社会的出身、経済的条件又は出生に基ついて、教育における待遇の平等を無効にし若しくは害する目的や効果を有する区別、排除、制限、又は特権」を明記し、(a)個人や集団から教育を受ける機会を奪うこと、(b)劣悪な教育上の基準にとどめておくこと、(c)第2条の条件を別として別々の教育制度や機関を設けること、(d)個人または集団に人間の尊厳と両立しない条件を科すことを禁止している。
第2条では非差別となる例外事項として、同一の教育水準を前提とした男女別学、宗教教育や、言語上の理由の為に保護者の希望に沿った教育制度や機関の設置、私立学校の設置を挙げている。
第5条は、教育が人格の完全な発展及び人権と基本的自由の強化と、全ての国民、人種的集団又は宗教的集団の間の理解、寛容及び友好を促進し国際連合の活動を助長する義務を明示し、保護者の教育機関の選択権と、自己の信念による宗教教育と道徳教育の確保の自由と、少数民族の自らの言語を使用し教授すること、自己の信念と相いれない宗教教育を受けることを強制されない権利を明記している。
第8条は、この条約に関する解釈に関する2以上の当事国間の紛争は、他に解決法がない場合には国際司法裁判所に付託されることを明記し、第9条は本条約に関する留保を禁止している。